# Mas del Olmo
Mas del Olmo és un llogaret pertanyent al terme general de la vila d'Ademús, en la comarca del Racó d'Ademús (País Valencià, Espanya). Es tracta del llogaret més poblat del terme municipal d'Ademús i es troba a 1114 metres d'altitud. Consta de quatre barris: El Puntal, L'Era, La Plaça i L'Ermita o Barri del gitanos.
Al costat del barri La Plaça trobem l'Església parroquial de Santa Bàrbara, l'edifici recentment restaurat, i servit en l'actualitat pel rector-arxipreste d'Ademús.
En les proximitats es troba el paratge del Molino de los Cuchillos, avui zona recreativa i en el passat lloc on se situava el molí que servia a les tres principals llogarets d'Ademús.

## Museu del Pà i forn tradicional
Entre la interessant arquitectura popular que existeix en Mas del Olmo destaca el seu forn de coure pa, el qual en l’antiguitat distribuïa pa als tres principals llogartes d'Ademús- Mas del Olmo, Sesga i Val de la Sabina.
En l'actualitat, no té la mateixa funció, ja que el van restaurar i el van convertir en un Museu del Pa, on s'exhibeixen nombrosos objectes relacionats amb l'elaboració tradicional d'aquest aliment, així com del cultiu i de la transformació del cereal. El forn només funciona en dates assenyalades, convertint-se en un veritable esdeveniment. En la planta superior de l'edifici es troba la sala del Consell, la qual era l'antiga sala de reunió dels veïns.

## Associacionisme
Mas del Olmo compta amb una activa associació veïnal que promou esdeveniments locals, fent d'aquesta població la més dinàmica dels llogarets ademussers en aquest sentit.